# Адамовське Кохановце
Адамовське Кохановце (словац. Adamovské Kochanovce) — село, громада округу Тренчин, Тренчинський край. Кадастрова площа громади — 9.66 км².
Населення 881 осіб (станом на 31 грудня 2024 року).

## Історія
Адамовське Кохановце вперше згадується 1332 року.

## Географія
Протікає Адамовський потік.

## Населення
| Рік:            | 1994. | 2004.   | 2014.   | 2024.   |
| --------------- | ----- | ------- | ------- | ------- |
| Кількість осіб: | 760   | 784     | 841     | 881     |
| Різниця:        |       | +3,15 % | +7,27 % | +4,75 % |

| Рік:            | 2023. | 2024. |
| --------------- | ----- | ----- |
| Кількість осіб: | 881   | 881   |
| Різниця:        |       | +0 %  |